# Base Drúzhnaya 1
La Base Drúzhnaya 1 (en ruso:Дружная-1, que se traduce como Amistosa 1) fue una estación científica de verano de la Unión Soviética situada en la barrera de hielo Filchner-Ronne sobre el mar de Weddell en la Antártida.
La estación fue inaugurada el 31 de diciembre de 1975 a 1,5 km del frente de la barrera de hielo con el nombre de Base Drúzhnaya, agregó el numeral al crearse en enero de 1982 la Base Drúzhnaya 2. En esta base se llevaron a cabo investigaciones sobre la barrera de hielo Filchner-Ronne y las montañas circundantes. Como regla general la estación solo operaba en verano, y en invierno se la conservaba hasta el próximo verano.
En la costa había un muelle para barcos de transporte que llevaban a la estación los suministros. La base tenía 16 edificios, incluyendo sauna, generadores, radio, los comedores, almacenes y otros locales. Las investigaciones científicas realizadas eran sobre geología y geofísica, y estudios geodésicos de la barrera de hielo. Desde la base se llevó a cabo una investigación geológica de la cordillera de Neptuno. En la isla Berkner se realizaron investigaciones geofísicas y sondeo de radar de la capa de hielo.
En junio de 1986 la barrera de hielo se rompió en el sector en donde estaba la Base Drúzhnaya 1, formándose un iceberg que salió a la deriva.  A partir de imágenes de satélite la base fue localizada en un fragmento de la plataforma de hielo de más de 60 km de diámetro. La Unión Soviética envió una misión de rescate que encontró la base en febrero de 1987 enterrada bajo la nieve. La base recuperada fue trasladada a una nueva ubicación cerca del cabo Norvegia, donde el 19 de enero de 1987 fue reinaugurada como Base Drúzhnaya 3.